# Roodwitte celspin

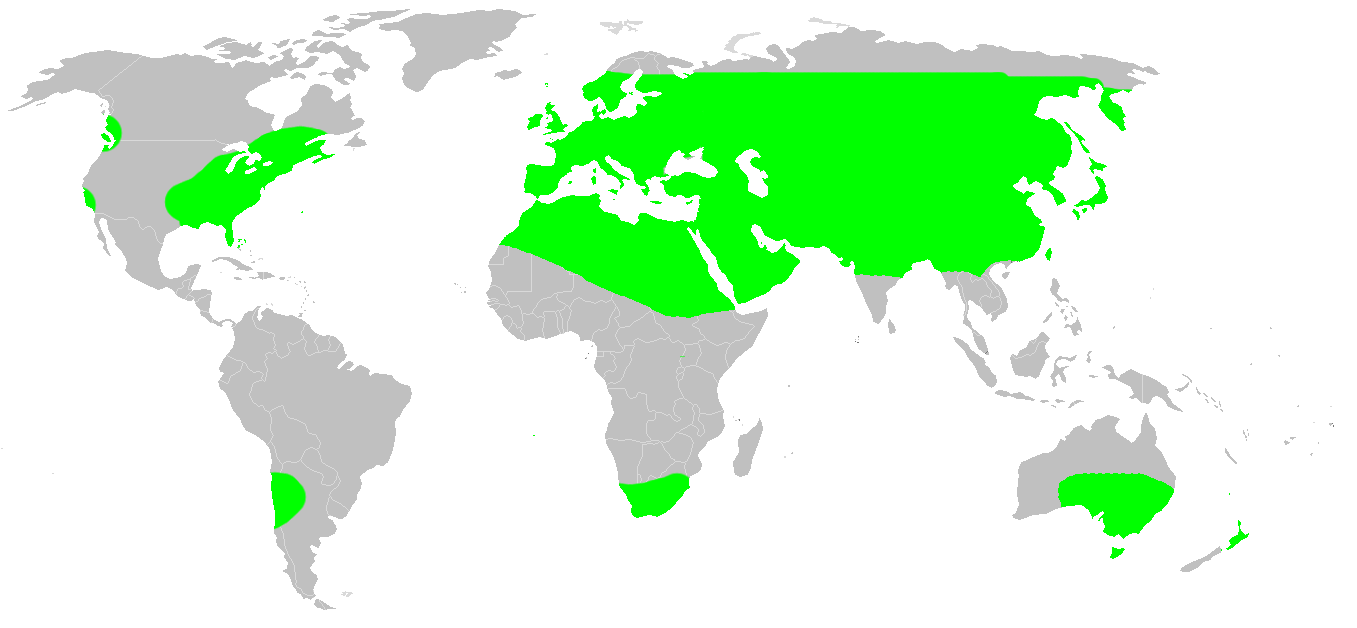
Verspreiding van de roodwitte celspin.

De roodwitte celspin (Dysdera crocata) is een spinachtige uit de familie celspinnen (Dysderidae). 

## Voorkomen en habitat
De soort komt vrijwel overal ter wereld voor, behalve in zeer koude gebieden zoals Alaska, het noorden van Scandinavië, Noord-Rusland en Antarctica. Biologen vermoeden dat de spin oorspronkelijk uit Zuid-Europa of Noord-Afrika afkomstig is en daarna via schepen de hele wereld veroverd heeft. De roodwitte celspin leeft voornamelijk van pissebedden en is dan ook vaak te vinden waar pissebedden leven. Zij houdt zich overdag schuil onder stenen, composterend materiaal en rottend hout.

## Beschrijving
De lengte is ongeveer 11 - 15 mm voor de vrouwtjes. De mannetjes zijn tussen de 9 en 10 mm. De pootspanwijdte van vrouwtjes is maximaal 2 cm, die van mannetjes 1 cm. De kop heeft zes enkelvoudige ogen waarmee de spin vanwege de nachtactieve levenswijze zeer slecht kan zien.
Het kopborststuk is bruin tot roodachtig, het achterlijf is wit tot witgeel. Het lichaam heeft korte pootjes waardoor de spin niet hard kan lopen. Hier heeft het dier niet al te veel hinder van, want de favoriete prooi, de pissebed, is ook niet snel. De kaken en de giftanden zijn tamelijk groot, bij het vrouwtje tot wel 0,5 cm. De kaken zijn enorm krachtig zodat ze met gemak door het pantser van een pissebed kunnen snijden.

## Gedrag
De roodwitte celspin is vrij agressief en valt aan bij verstoring. Er wordt een dreighouding aangenomen die bestaat uit het opensperren van de sterke kaken en het opheffen van het kopborststuk. Een beet van de roodwitte celspin veroorzaakt bij de meeste mensen een vrij milde pijn die van korte duur is.  De pijn wordt niet veroorzaakt door gif maar door beschadiging van de huid. De beet kan jeuken.